# Erik Thelaus
Erik Thelaus, född 18 oktober 1919 i Umeå, död 25 januari 2005 i Stockholm, var en svensk arkitekt och tecknare. Tillsammans med arkitekt Hjalmar Klemming bildade han 1954 arkitektkontoret Klemming & Thelaus.

## Biografi
Erik Thelaus var son till förmannen Jonas Ossian Thelaus och Lina Nilsson och från 1959 gift med Keth Zetterberg. Han avlade studentexamen i Umeå 1939 och utbildade sig 1941–1946 till arkitekt vid Kungliga Tekniska Högskolan i Stockholm och Kungliga Konsthögskolan i Stockholm. Åren 1948 till 1954 var han anställd vid Svenska Bostäders arkitektkontor. Han var huvudlärare i frihandsteckning och modellering vid Tekniska Högskolan 1954–1959.
Åren 1954–1967 hade han arkitektkontoret Klemming & Thelaus tillsammans med arkitektkollegan från Svenska Bostäder, Hjalmar Klemming. Tillsammans med Klemming ritade kontoret bland annat Kollektivhuset Blackeberg (1952) Hotell Continental (1962) mittemot Stockholms central, studentbostadshuset Jerum (1959–1961) vid Lidingövägen i Storängsbotten, Stockholm och Frölunda torg (1967) i Göteborg. Kontorsfastigheten Marievik 15, Liljeholmen i Stockholm ritade han 1980–1982 tillsammans med Anders Berg.
Till Thelaus omfattande produktion i hela Sverige hör bostadsområden, centrumanläggningar, förvaltningsbyggnader, hotell, tidningshus och tryckerier samt villor och inredningar av restauranger. Thelaus arkitekter blev 1986 dotterbolag till Tengbom arkitekter och tillsammans ritade de bland annat ombyggnaden av DN-husets tidigare tryckeri- och distributionslokaler som blev Dagens Nyheters redaktionsrum (1994–1996).
Vid sidan om arkitektverksamheten var han även redaktör för tidskriften Byggmästaren / Arkitektur mellan 1954 och 1960. Han publicerade artiklar i fack- och dagspress om arkitektur, stadsbyggnad och kulturhistoria. I hans skrift Till arkitekturens lov och Umaniora finns ett urval texter samlade, som innehåller essäer om byggnader och miljöer i Umeå från förr och senare. Som tecknare var han mest produktiv under 1950-talet och visade en teknisk och radikal experimentvilja i sina teckningar. Han medverkade några gånger i Nationalmuseums utställning Unga tecknare och tilldelades Thurestams stipendium 1949. Thelaus är representerad i Gustav VI Adolfs samling.
Erik Thelaus är begravd på Djursholms begravningsplats.

## Utmärkelser
Erik Thelaus tilldelades Olle Engkvist-medaljen 1996.

## Bilder, verk i urval

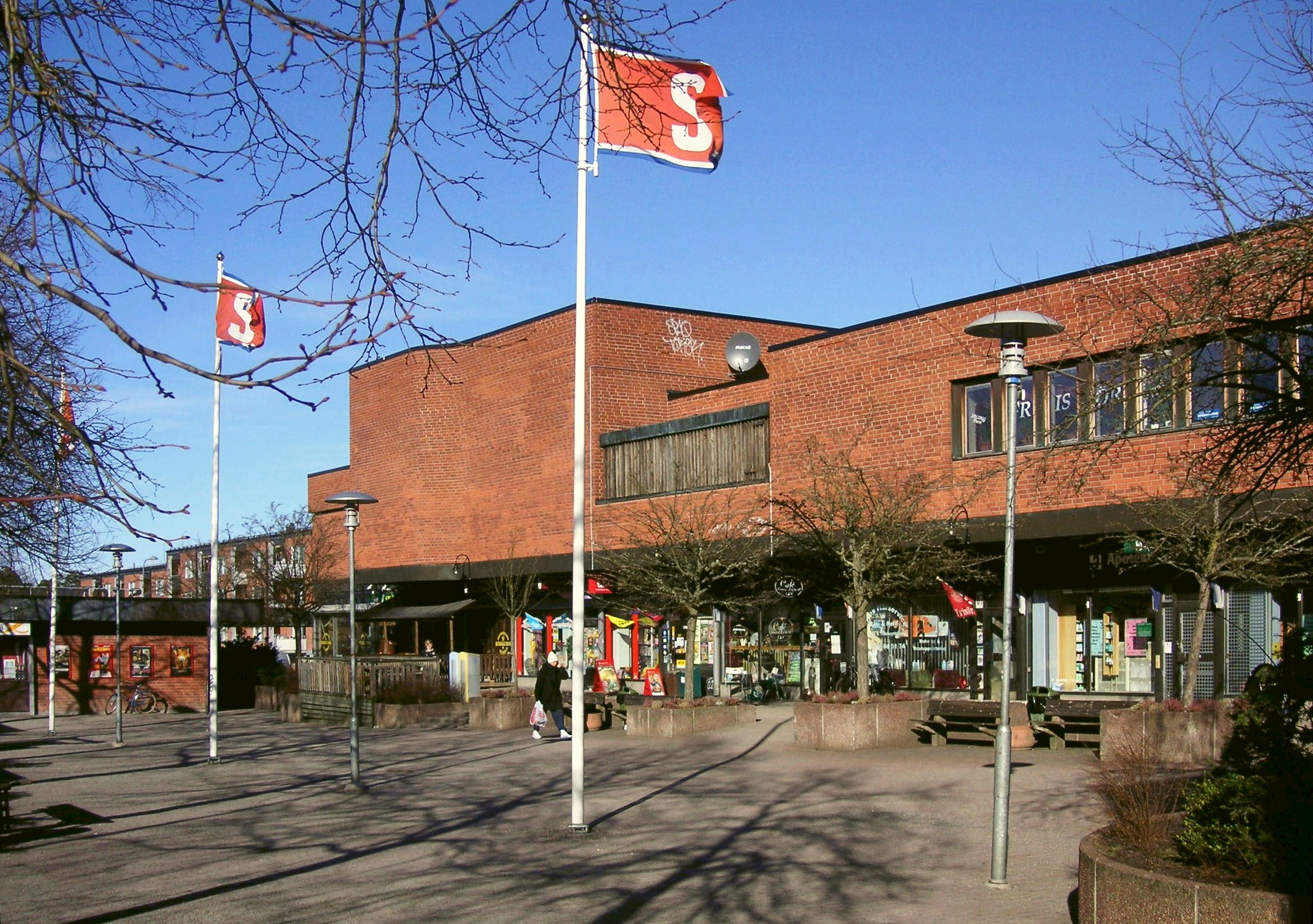
Sköndals centrum
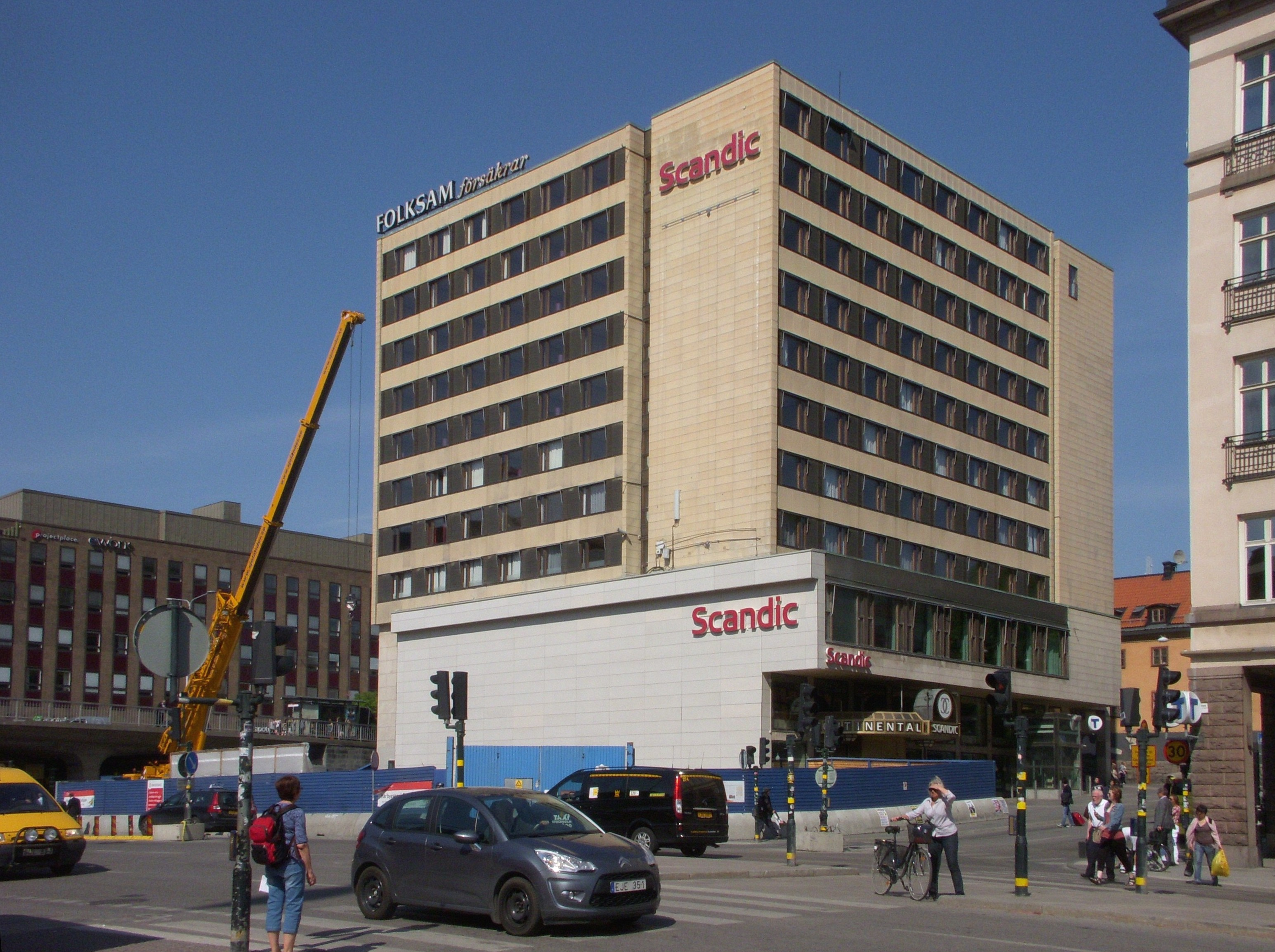
Hotellet Scandic Continental Stockholm, 2011. Byggnaden revs 2013. Den lägre byggnadsdelen mot Vasagatan i bildens förgrund hade rivits innan bilden togs.
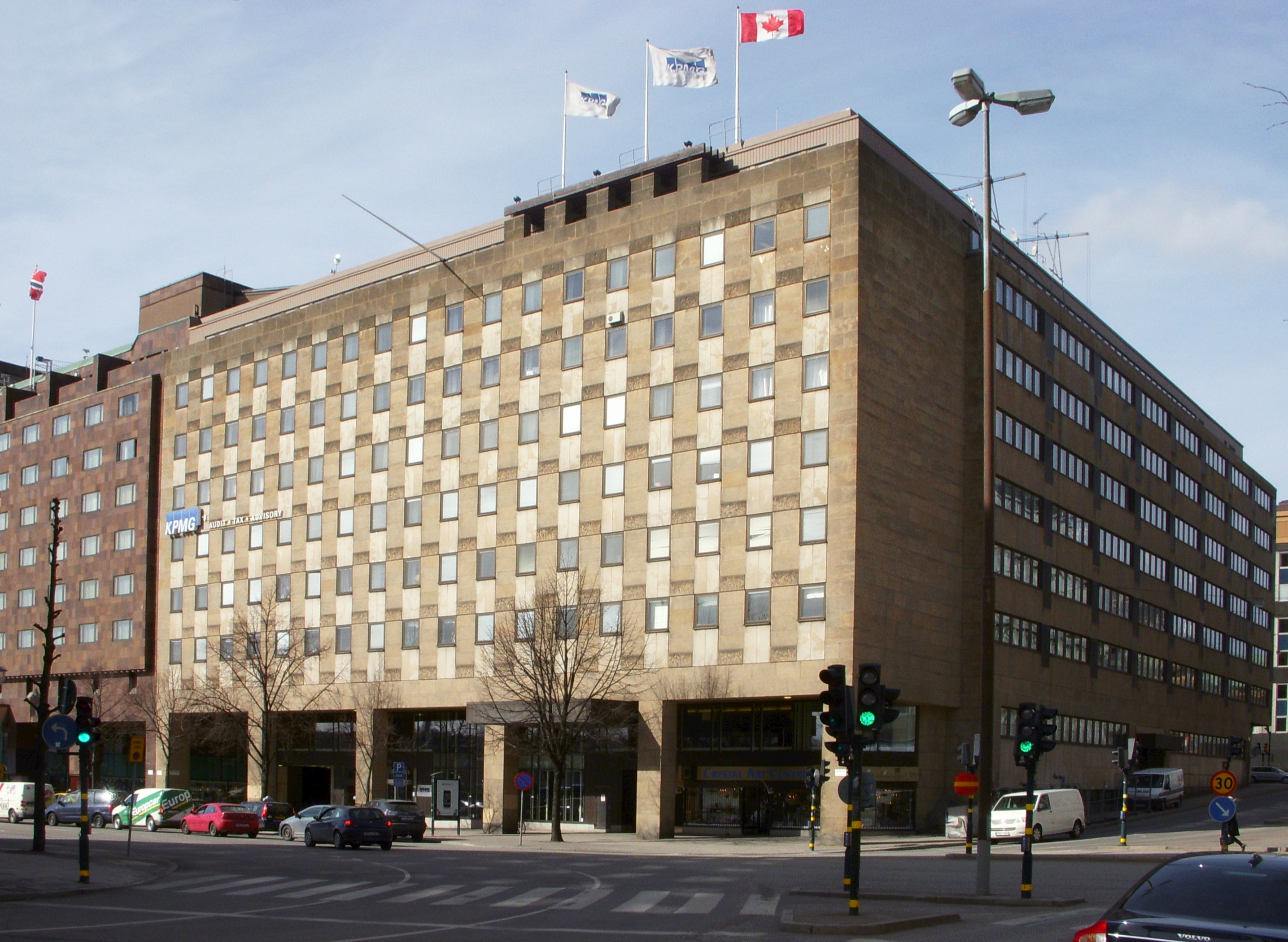
Tegelbacken 4, Stockholm
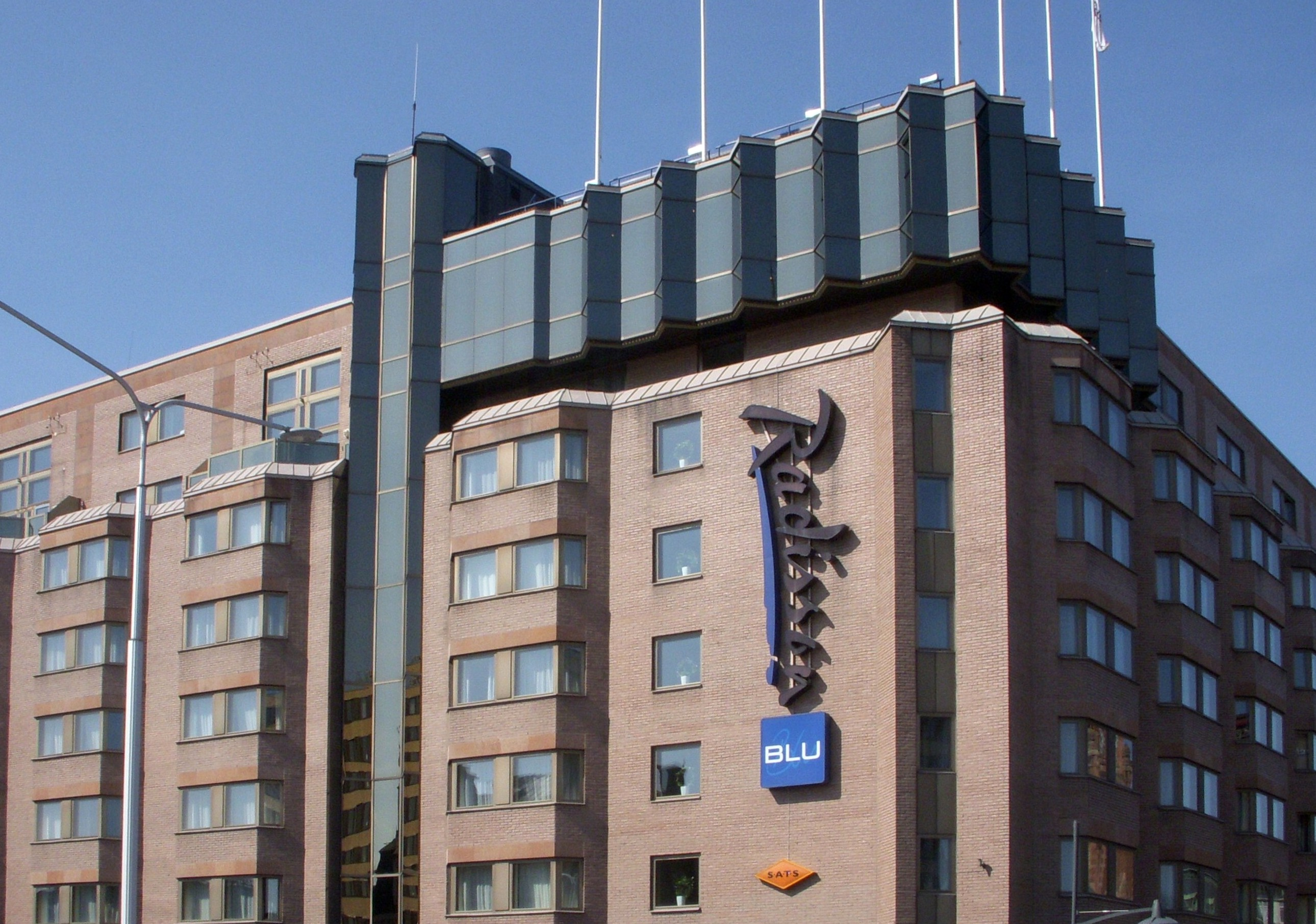
Royal Viking, Stockholm
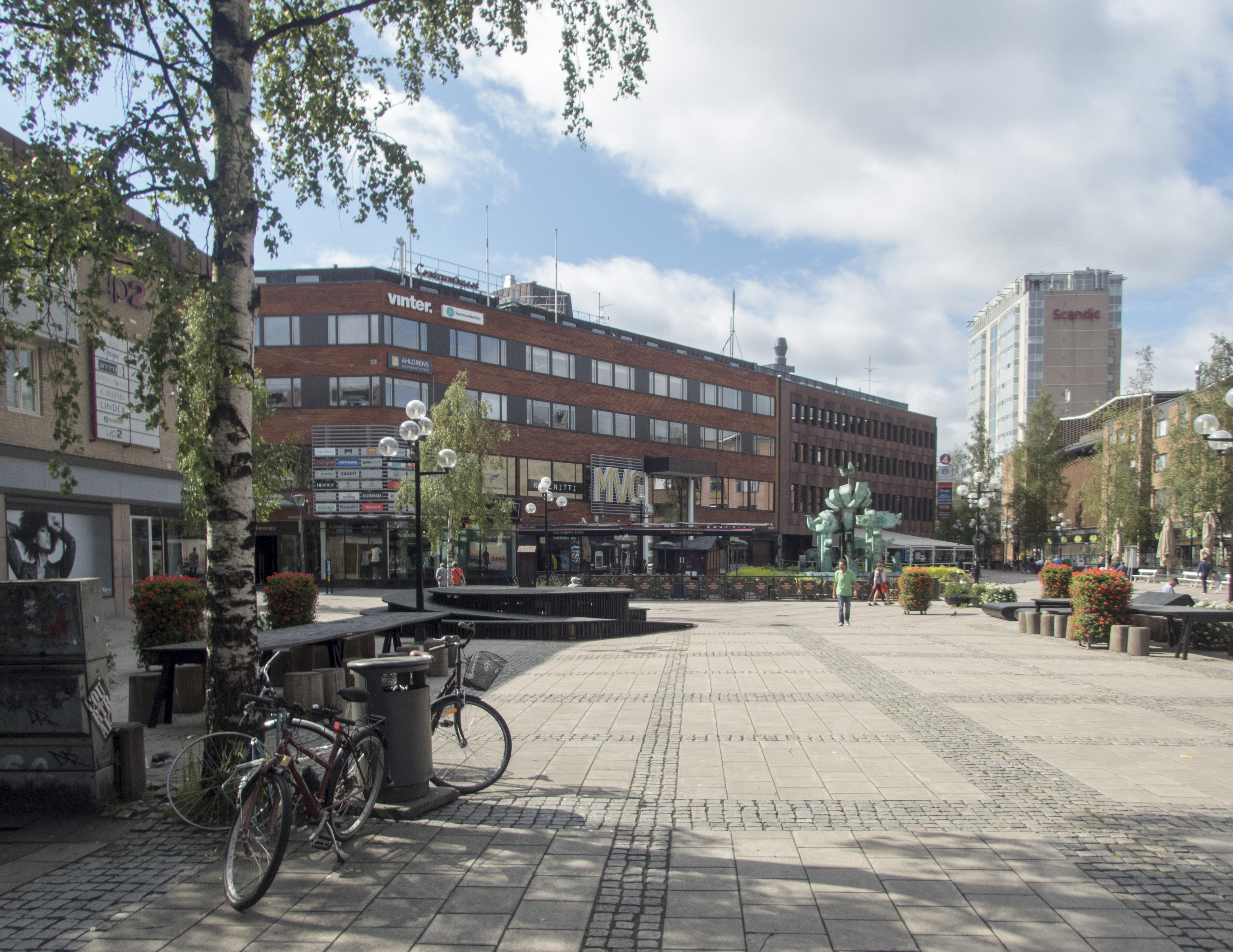
Centrumhuset, Umeå